# Die Abenteuer des Professor Palmboom
Die Abenteuer des Professor Palmboom, kurz Professor Palmboom, ist eine Comicserie des niederländischen Zeichners Dick Briel.

## Handlung
In der Serie geht es um den Professor Julius Palmboom und seinen Freund Markus. Die beiden verstricken sich immer wieder in gefährliche Abenteuer.

## Alben
Die Alben wurden bei Arboris erstveröffentlicht und außerdem ins Deutsche übersetzt. In Deutschland verlegt der Carlsen Verlag die Bände.
- 1981: Das Geheimnis der Tacho-Pflanze (Het mysterie van de Tacho-plant)
- 1982: Die Rostgranate (De roestgranaat)
- 1998: London Labyrinth (London Labyrinth)
- Unvollendet: Ratcliff Highway (Ratcliffe Highway)

Im Album Die Rostgranate ist außerdem die Geschichte Die Moskito-Armee (Het leger van Phillpotts) enthalten.
Folgende Kurzgeschichten, die nicht übersetzt wurden, gibt es von Professor Palmboom:
- De onvoltooide aria
- De detective schrijver
- De klok
- De hypnotiseur

## Hintergrund
Die Geschichte wurde in der Ligne claire von Hergé gezeichnet, da Hergé Briels Vorbild war. Die Geschichte Ratcliff Highway war mehrere Jahre geplant worden, konnte später aber nicht veröffentlicht werden, da Briel vor Vollendung 2011 an Krebs starb.